# 小行星174567
（174567） 瓦爾妲 （2003 MW12）是一颗海王星外天体，绝对星等为3.4。它很有可能成为一颗矮行星。它由杰弗里·A·拉森于2003年6月21日通过太空监视望远镜发现。
它目前距离太阳47.5天文单位，将于2096年11月到达近日点。它在14次冲时已被观测到58次，最早的照片可追溯到1980年。
迈克尔·E·布朗自动更新的网站将它列为很有可能的矮行星，但它的直径至今还没有测得。

## 命名
該小行星以J·R·R·托爾金作品《精靈寶鑽》中的人物瓦爾妲命名。

## 卫星
天文学家于2009年发现瓦爾妲至少拥有1颗卫星：这颗卫星以J·R·R·托爾金作品中邁雅之首，瓦爾妲的婢女伊爾瑪瑞命名。如果假设其密度和反照率与瓦爾妲相同，那它的直径约为350千米（即瓦爾妲的50%），占系统质量的8%，或2×1019 千克。伊爾瑪瑞离瓦爾妲非常近，轨道半长轴仅为4809±39 千米（12倍瓦爾妲半径），轨道周期为5.75天。